# Bernard Bevan
Frederick Bernard Gaston Bevan (1903-1995) fue un historiador del arte británico.

## Biografía
Nació en 1903. Colaboró con publicaciones periódicas como Apollo y The Burlington Magazine, además de en la obra Spanish Art, publicada por la revista anterior. Su principal texto fue una Historia de la arquitectura española. Falleció en 1995 en la localidad inglesa de Rye.